# Cardamine tanakae
Cardamine tanakae är en korsblommig växtart som beskrevs av Adrien René Franchet och Paul Amédée Ludovic Savatier. Cardamine tanakae ingår i släktet bräsmor, och familjen korsblommiga växter. Inga underarter finns listade i Catalogue of Life.